# Chaetostoma patiae
Chaetostoma patiae е вид лъчеперка от семейство Loricariidae. Видът не е застрашен от изчезване.

## Разпространение и местообитание
Разпространен е в Колумбия.
Обитава сладководни басейни, реки и потоци.

## Описание
На дължина достигат до 15,8 cm.
Популацията на вида е стабилна.